# Zeoke
Zeoke es un pueblo ubicado en la municipalidad de Lazarevac, en el distrito de Belgrado, Serbia.

## Superficie
Posee una superficie de 10,22 kilómetros cuadrados.

## Demografía
Hasta 2011 la población era de 722 habitantes, con una densidad de población de 70,63 habitantes por kilómetro cuadrado.